# Emil Rex
Emil Rex (* 15. Oktober 1888; † 21. März 1951 in Bremen) war ein Bremer Politiker (CDU) und Mitglied der Bremischen Bürgerschaft.  

## Biografie
Rex war als Maschinenbauingenieur in Bremen tätig. Er betrieb seit 1935 die Firma Rex GmbH Werkzeugmaschinen in Bremen.
Er war 1946 Mitgründer der CDU Bremen. Als Nachfolger von Johann Kaum war er von 1947 bis zu seinem Tod Landesvorsitzender der CDU in Bremen. Sein Nachfolger in diesem Amt war dann Martin-Heinrich Wilkens.
Vom November 1946 bis zu seinem Tod war er Mitglied der ersten und zweiten  gewählten Bremischen Bürgerschaft und in Deputationen der Bürgerschaft tätig. Ab April 1947 war er CDU-Fraktionsvorsitzender in der ersten gewählten Bürgerschaft. In dieser Zeit stimmte die CDU nicht dem Entwurf zur Bremischen Verfassung zu, da sie u. a. mit dem Schulartikel hinsichtlich des biblischen Geschichtsunterrichts (Art. 32) und zur Mitbestimmung in den Betrieben nicht einverstanden war. Die CDU wurde Oppositionspartei in der Bürgerschaft. 